# Jade Loville
Jade Kristian Loville (Scottsdale, 14 marzo 2000) è una cestista statunitense, professionista in Europa.

## Carriera
È stata selezionata dalle Seattle Storm al terzo giro del Draft WNBA 2023 (33ª scelta assoluta).